# Горан Буньєвчевич
Горан Буньєвчевич (серб. Goran Bunjevčević, 17 лютого 1973, Карловаць — 28 червня 2018, Белград) — югославський футболіст, що грав на позиції захисника, зокрема, за клуби «Црвена Звезда» та «Тоттенгем Готспур», а також національну збірну Югославії. Згодом — футбольний функціонер.

## Клубна кар'єра
У дорослому футболі дебютував 1994 року виступами за команду клубу «Рад», в якій провів три сезони, взявши участь у 76 матчах чемпіонату. 
Своєю грою за цю команду привернув увагу представників тренерського штабу клубу «Црвена Звезда», до складу якого приєднався 1997 року. Відіграв за белградську команду наступні чотири сезони своєї ігрової кар'єри. Більшість часу, проведеного у складі «Црвени Звезди», був основним гравцем захисту команди. За цей час двічі ставав чемпіоном Югославії і володарем Кубка Югославії (також двічі). 
2001 року уклав контракт з англійським «Тоттенгем Готспур», у складі якого провів наступні п'ять років своєї кар'єри гравця. При цьому гравцем основного складу був лише в сезоні 2002/03, решту часу, проведеного у лондонській команді, був здебільшого у резерві.
Завершив професійну ігрову кар'єру у нідерландському клубі «АДО Ден Гаг», за команду якого виступав протягом 2006—2007 років.

## Виступи за збірні
1998 року дебютував в офіційних матчах у складі національної збірної Югославії. Протягом кар'єри у національній команді, яка тривала 6 років, провів у її формі 14 матчів. У складі збірної був учасником чемпіонату Європи 2000 року у Бельгії та Нідерландах, де залишався запасним гравцем і на поле не виходив.
2003 року провів дві гри за наступницю югославської збірної — збірну Сербії і Чорногорії.

## Подальше життя
Протягом частини 2008 року був спортивним директором «Црвени Звезди». Згодом перебував на керівних посадах у структурі клубу «Земун».
У травні 2016 року увійшов до виконавчої ради Футбольного союзу Сербії, у структурі якого став спортивним директором, відповідальним зокрема за призначення тренерського штабу сербської збірної.
20 травня 2018 року був госпіталізований з інсультом до однієї з клінік Белграда. Помер 28 червня 2018 року на 46-му році життя, провівши понад місяць у комі.

## Титули і досягнення
- Чемпіон Югославії (2):

«Црвена Звезда»: 1999-2000, 2000-2001
- Володар Кубка Югославії (2):

«Црвена Звезда»: 1998-1999, 1999-2000